# 桑塞尔地区萨维尼
桑塞尔地区萨维尼（法語：Savigny-en-Sancerre，法語發音：[saviɲi ɑ̃ sɑ̃sɛʁ]），或纯音译作萨维尼昂桑塞尔，是法国谢尔省的一个市镇，位于该省东北部，属于布尔日区。

## 地理
桑塞尔地区萨维尼（47°26'28"N, 2°48'33"E）面积33.31 平方千米，位于法国中央-卢瓦尔河谷大区谢尔省，该省份为法国中部省份，北起卢瓦雷省，西接卢瓦-谢尔省和安德尔省，南至克勒兹省，东南接阿列省，东临涅夫勒省。
与桑塞尔地区萨维尼接壤的市镇（或旧市镇、城区）包括：阿西尼、布勒雷、莱雷、桑塞尔地区圣热姆、桑特朗日、叙布利尼、莱雷附近叙里、叙里埃斯布瓦。

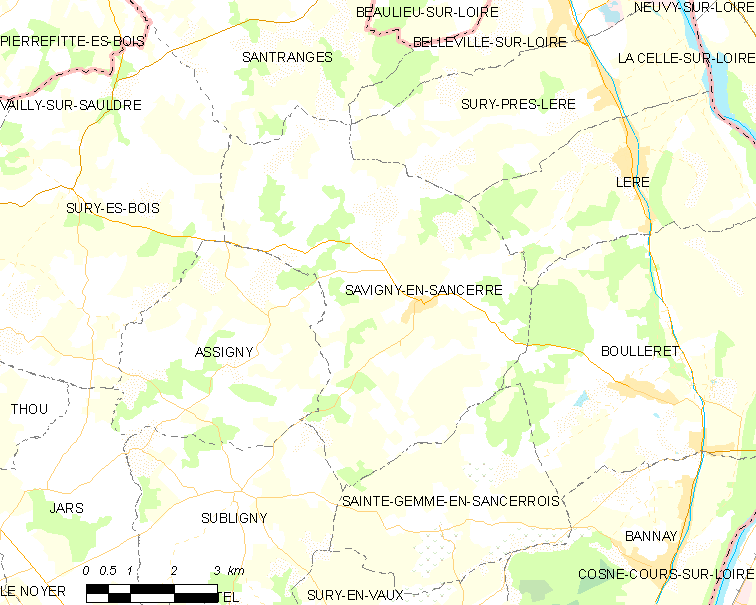
桑塞尔地区萨维尼的OSM定位图

桑塞尔地区萨维尼的时区为UTC+01:00、UTC+02:00（夏令时）。

## 行政
桑塞尔地区萨维尼的邮政编码为18240，INSEE市镇编码为18246。

## 政治
桑塞尔地区萨维尼所属的省级选区为桑塞尔县。

## 人口

1962-2008年间桑塞尔地区萨维尼人口变化图示

桑塞尔地区萨维尼于2022年1月1日时的人口数量为1111人。